# Gasser M1870
Gasser M1870 (укр. Гассер моделі 1870 року) — револьвер під набій 11,3×36mmR, прийнятий на озброєння австро-угорської армії у 1870 році. Виготовлявся австрійською компанією «Гассер», заснованою в 1862 році.
Виготовлення цих револьверів організував Леопольд Гассер, після смерті якого справа перейшла до його брата Йоганна Гассера.
Користувався попитом в Австро-Угорщині та на Балканському півострові.

## Опис
У цієї зброї, як і у більшості інших револьверів Гассера, була роз'ємна рамка. Револьвер має задню дверцю для постачання набоїв до барабана і стрижень екстрактора, розташований з правого боку. Ударно-спусковий механізм подвійної дії оснащений запобіжником у формі плоскої пластини над спусковою скобою. Внутрішні осі, з'єднані з задньою частиною запобіжника, тримають курок на полузводі й звільняють його тільки при натисканні на спусковий гачок.
Можливість прицілювання забезпечують мушка та цілик, розташовані на стволі.
Одними з елементів руків'я були антабка та накладки з дерева, металу або слонової кістки. Не рідко зустрічалися моделі з візерунками та іншими оздобленнями.
Зброя мала багато маркувань: напис «L.GASSER/PATENT/WIEN»; «GASSER PATENT GUS-STAHL»; Kaiser's Patent; австрійський орел, емблема з зображенням яблука, котре пронизує стріла, з підписом «SCHUTZ MARKE». Останнє притаманне бельгійським копіям револьвера. На справжніх револьверах виробництва Гассера обов'язково було присутнє клеймо «L. GASSER WIEN» або «L. GASSER OTTAKRING PATENT».
Зважаючи на досить велику вагу та розмір зброї, користуватися нею без суттєвих проблем вдавалося кавалерії, проте, після незначних модифікацій, револьвер був прийнятий на озброєння й австрійського флоту.

## Гассер 1870/74
Рамка револьвера моделі 1870 року була викована з заліза або чавуна, через що досить швидко зношувалась та виходила з ладу. Дещо модифікований револьвер моделі 1870/74 відрізнявся стальною рамкою, яка була притаманна всім наступним моделям револьверів системи Гассера. Револьвер був прийнятий на озбоєння австрійського флоту.